# Natur- und Tierpark Goldau
Koordinaten: 47° 3′ 1″ N, 8° 33′ 11″ O; CH1903: 684677 / 211628
Der Natur- und Tierpark Goldau ist einer der neun wissenschaftlich geführten Zoos in der Schweiz. Er liegt in Goldau in einer Anfang des 19. Jahrhunderts vom Goldauer Bergsturz geformten Landschaft.

## Geschichte

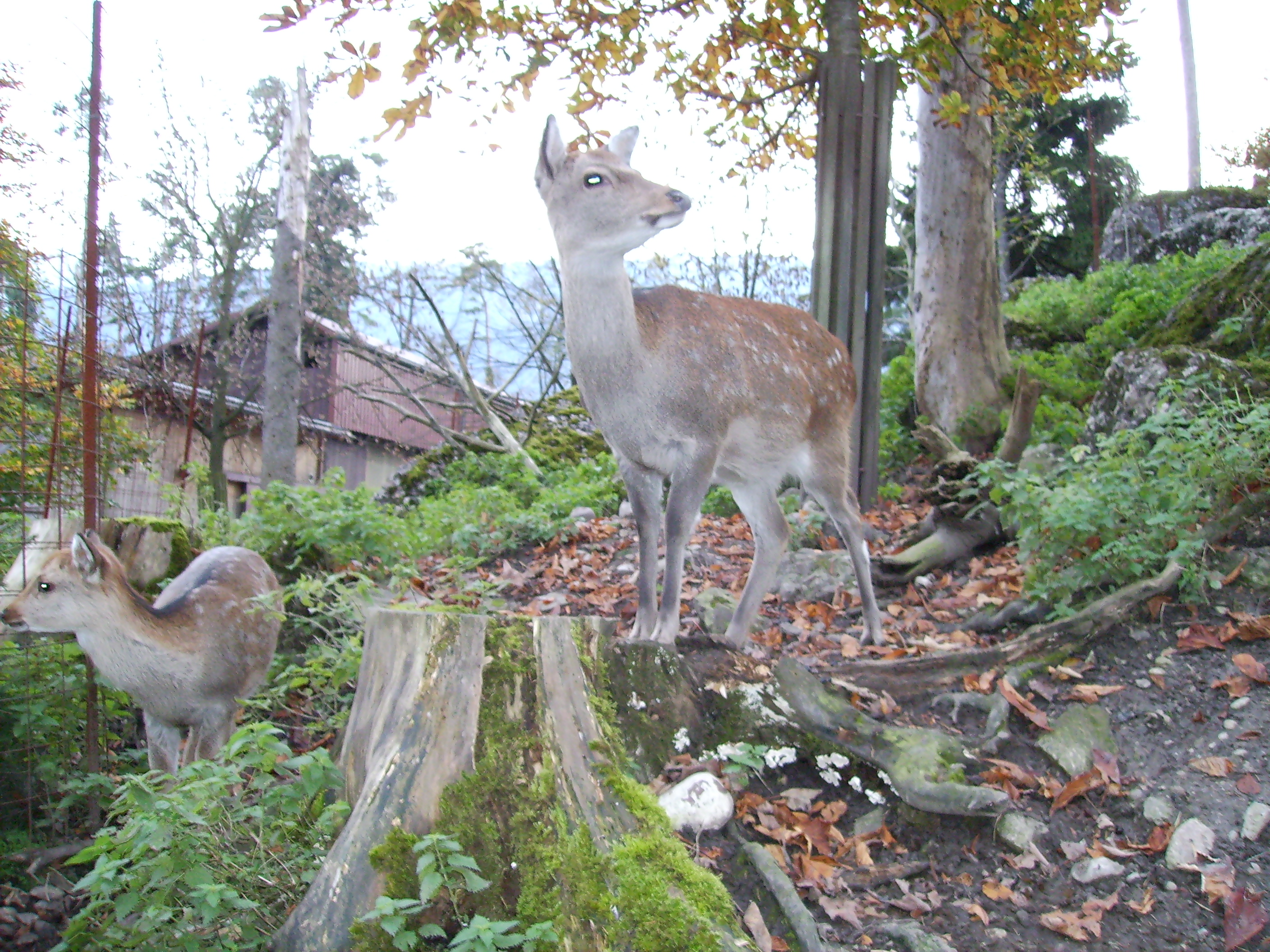
Hirsche im Parkgelände

Im Jahre 1806 stürzten beim Bergsturz von Goldau grosse Gesteinsmassen vom Rossberg hinunter und begruben die Dörfer Goldau und Röthen. Dabei starben 457 Personen. Diese Naturkatastrophe hinterliess eine zerklüftete Landschaft. Anfang der 1920er-Jahre wurde beschlossen, in einem Teil dieser wilden Landschaft einen Natur- und Tierpark zu gründen. 1925 wurde der Natur- und Tierparkverein Goldau gegründet und ein Gebiet für eine Tierpark- und Vogelschutzanlage abgesteckt. Da die Geldmittel knapp waren, entstanden viele Einrichtungen im Park durch Fronarbeit der Vereinsmitglieder. Von Beginn an sollte Goldau ein Tierpark für einheimische Säugetiere und Vögel werden. Bald nach der Eröffnung im Mai 1926 bekam der Park einen Steinbock und eine Steingeiss vom St. Galler Wildpark Peter und Paul geschenkt, hinzu kamen Rot-, Dam- und Sikahirsche.
Im Jahr 1966 musste der Tierpark wegen der Maul- und Klauenseuche für drei Monate und im Jahr 1980 wegen Tollwut für 100 Tage geschlossen werden. Im Jahr 1999 war der Tierpark erneut von einer Naturkatastrophe betroffen. Der Orkan Lothar zerstörte 80 Prozent des Waldes und richtete grosse Schäden an den Tieranlagen an. Ein Zuschuss der Kantone Schwyz und Zug sowie Spenden hielten die finanziellen Auswirkungen für den Zoo in Grenzen.
In zwei Stufen erweiterte der Tierpark seine Fläche von 17 auf 40 Hektaren. Den Hauptbestandteil der ersten Etappe, die 13 Millionen Franken kostete und 2004 abgeschlossen wurde, bildet eine 70 Meter breite Grünbrücke, die sich wie eine natürliche Geländestufe in die bestehende Landschaft einfügt und das bestehende Parkgelände mit dem Erweiterungsgebiet verbindet. Auf dem Weg vom alten in den neuen Tierparkbereich überqueren die Besucher eine Strasse, die dem Auge weitestgehend verborgen bleibt. Im Gebiet Grosswiyer selbst entstand als Kernstück der Tierparkerweiterung eine Gemeinschaftsanlage für Wölfe und Bären, die 2009 eröffnet wurde. 2014 wurde das Restaurant «Grüne Gans» eröffnet.
2016 wurde das Multifunktionale Gebäude (MUFU) in Betrieb genommen, welches neben Futter- und tiermedizinischen Behandlungsräumen auch eine Pflege- und Quarantänestation umfasst. Im November desselben Jahres wurde der Tierpark-Turm eröffnet. Der 29,6 Meter hohe Turm wurde durch den Architekten Gion A. Caminada gestaltet und bietet einen Rundumblick auf die umliegenden Landschaften und Orte.
Im Geschäftsjahr 2018/19 wurde mit 437'629 Besuchern ein Besucherrekord erzielt. Auf Grund der COVID-19-Pandemie musste der Tierpark zum dritten Mal in seiner Geschichte für längere Zeit schliessen.
Am 1. Juli 2022 übernahm Stefan Meier die Tierparkleitung von Anna Baumann, welche Direktorin der Biosphäre Entlebuch wurde.
Nach 1½ Jahren verliess Stefan Meier den Tierpark wieder. Die freie Direktionsstelle übernahm per 1. Mai 2024 Katrina Wenger.

## Profil

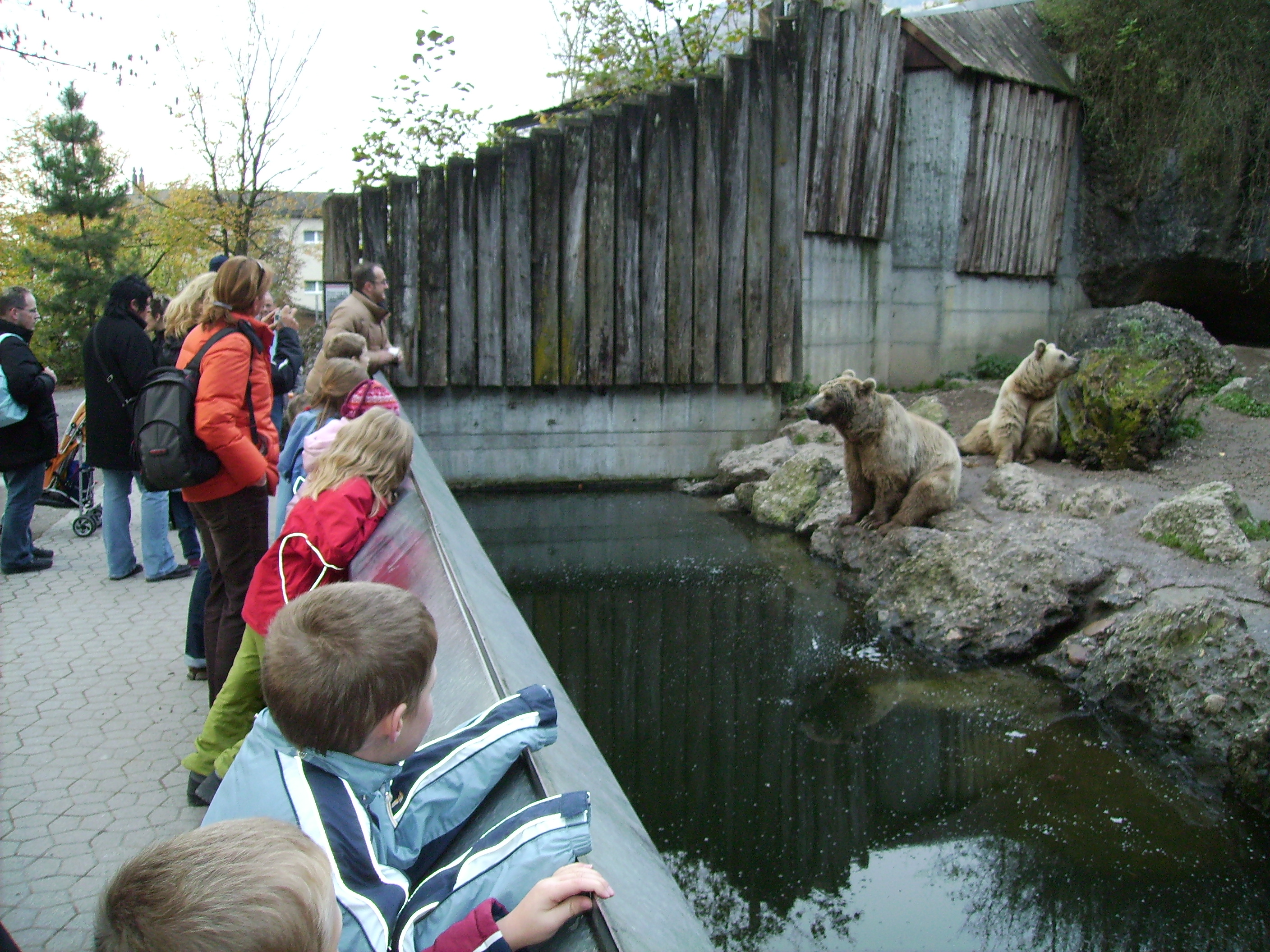
Die ehemalige Braunbärenanlage (2006). Besucher durften die Bären damals noch füttern.

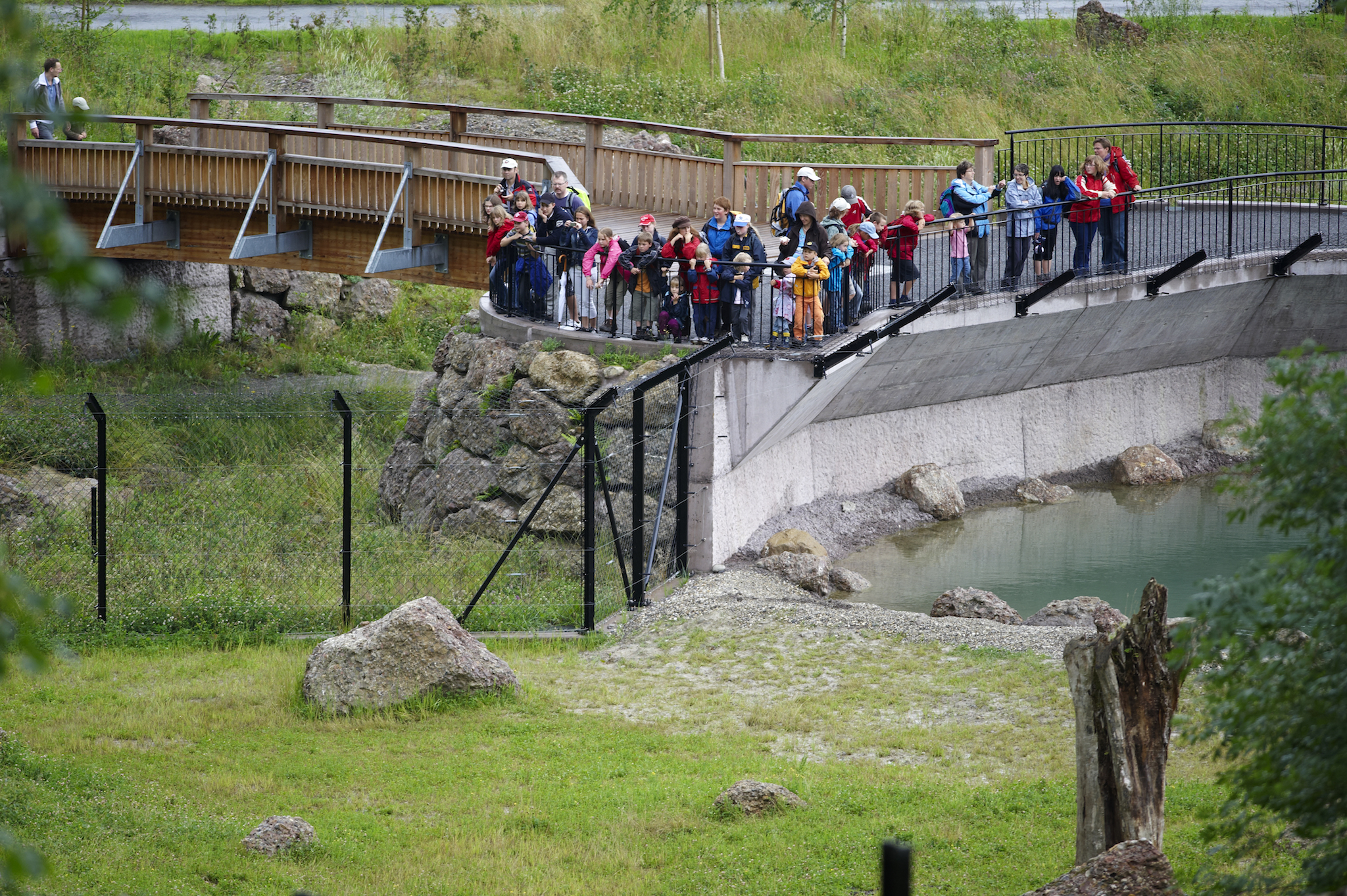
Besucher auf der Aussichtsplattform der Bär- und Wolfanlage

In Goldau sind hauptsächlich einheimische und europäische Tiere zu sehen. Im grossen Freilaufbereich mit Sikahirschen und Mufflons können die Tiere von den Besuchern selbst gefüttert werden. Im Tierpark werden seltene Säugetiere und Vögel in Erhaltungszuchtprogrammen gezüchtet, so etwa das Wisent oder der Waldrapp. Der Tierpark nimmt am internationalen Erhaltungszuchtprogramm für Bartgeier teil.
Als Mitglied der World Association of Zoos and Aquariums (WAZA) ist der Natur- und Tierpark Goldau verpflichtet, sich lokal und überregional zu vernetzen und als Naturschutzzentrum und Umweltbildungsinstitution zu wirken. Ziel ist es, das Verständnis für die Natur zu wecken und zu fördern. Der Zoo betreibt eine Schule im Park, in der Workshops angeboten werden.
Der Tierpark Goldau beschäftigt 60 Vollzeit-Mitarbeitende und während der Saison bis zu 147 Personen.
Der Natur- und Tierpark ist als Verein organisiert, die Stiftung Natur- und Tierpark Goldau sichert die langfristige Existenz des Tierparks und ist Eigentümerin der Liegenschaften. Sie ist verantwortlich für die zweckgebundene Verwendung von Legaten sowie von grösseren Spenden und steht unter Kontrolle des Bundes. Gemeinsam mit dem Verein Natur- und Tierpark Goldau bildet sie die Dachorganisation des Parks als Naturschutzzentrum.
Der Natur- und Tierpark Goldau erhält keine regelmässigen Zuwendungen von Staat und ist seit 2005 als gemeinnütziges Unternehmen ZEWO-zertifiziert.